# Arthur L. Schawlow Award
Der Arthur L. Schawlow Award wird jährlich seit 1982 vom Laser Institute of America (LIA) verliehen. Er soll ein herausragendes Lebenswerk in der Grundlagen- oder angewandten Laserforschung und -entwicklung auszeichnen, das zum fundamentalen Verständnis der Wechselwirkung zwischen Licht und Materie beigetragen hat.
Der Preis besteht aus einem Preisgeld von 2000 US-Dollar, einer lebenslangen Mitgliedschaft beim Laser Institute of America und einer Silbermedaille. Er wird während der Tagung International Congress on Applications of Lasers and Electro-Optics (ICALEO) verliehen.

## Preisträger
- 1982 Arthur Schawlow
- 1983 Arthur H. Guenther
- 1984 C. Kumar N. Patel
- 1985 Leon Goldman
- 1986 William B. Bridges
- 1987 Sidney Charschan
- 1988 Francis A. L’Esperance junior
- 1989 Milton Chang
- 1990 Herbert Dwight
- 1991 Anthony E. Siegman
- 1992 Yoshiaki Arata
- 1993 James L. Hobart
- 1994 Rocco Lobraico
- 1995 David Belforte
- 1996 William Steen
- 1997 Conrad M. Banas
- 1998 Robert L. Byer
- 1999 William Schwartz
- 2000 Theodor W. Hänsch
- 2001 Walter W. Duley
- 2002 Akira Matsunawa
- 2003 Jyotirmoy Mazumder
- 2005 David H. Sliney
- 2006 Edward Metzbower
- 2007 Marshall G. Jones
- 2008 Eckhard Beyer
- 2009 Valentin P. Gapontsev
- 2010 Steven Chu
- 2011 Berthold Leibinger
- 2012 Isamu Miyamoto
- 2013 Ursula Keller
- 2014 Reinhart Poprawe
- 2015 Keming Du
- 2016 Yongfeng Lu
- 2017 Paul Seiler
- 2018 Don Scifres
- 2019 Lin Li
- 2020 Milan Brandt
- 2021 Aravinda Kar
- 2022 Bo Gu
- 2023 Peter Leibinger
- 2024 Koji Sugioka[2]